# Mossarottjärnen (Sundsjö socken, Jämtland)
Mossarottjärnen är en sjö i Bräcke kommun i Jämtland och ingår i Indalsälvens huvudavrinningsområde.